# Pálffy Tamás (főispán)
Báró Pálffy Tamás (1534–1581) várpalotai főkapitány, zólyomi főispán.

## Élete
Pálffy Miklós országbírónak, az 1598-as győri hősnek testvérbátyja. Fiatalságától fogva katonáskodott, Győrben Gall Ádám, Léván Thury György alatt szolgált. 1562-ben az Ördög (Teuffl) Rézmán vezette szécsényi csatában esett fogságba és a főtisztekkel együtt 3 évet töltött konstantinápolyi rabságban. 
Illésházy Istvánnal is együtt szolgált. Győrött, Léván, Besztercebányán és ismét Léván volt kapitány, 1573-tól lett Palota főkapitánya. Az állandó fizetetlenség és a veszélyes életkörülmények kikezdték egészségét és gyermektelenül hunyt el. A bazini plébániatemplomban nyugszik.
1576-ban Borsi Gergely beregszegi birtokait – több más településen lévővel együtt – a király hűtlenség címén elkobozta és azt Pálffy Tamásnak adományozta.